# Sheree Da Costa
Sheree Da Costa est une actrice australienne.

## Filmographie

### Actrice
- Rebel (1985) : Barbara
- L'Ultime Complot (The Edge of Power) (1987) : Cassandra Mueller
- Young Lions série télévisée, épisode The Priest (2002) : Fiona Destin

### Assistante de chorégraphie
- Moulin Rouge (2001)
- The Man from Snowy River: Arena Spectacular (téléfilm, 2003)